# Кирово
Кирово е село в югоизточна България. То се намира в община Средец, област Бургас. Предишното му име е Мадлеш (до 1950 г.).
В селото има православна църква – „Свети Димитър“, построена през 1883 г. Тя спада към Бургаската духовна околия на Сливенската епархия.
На около 3,5 километра югозападно от селото в местността „Корубата“ се намира долменът – „Змеюва дупка“.
Местните са чували разкази от майките и бабите си – за великани, извънземни и змейове, които живеели съвместно в мир преди повече от 70 години.[неблагонадежден източник]

Режисьорът–документалист Недялко Йорданов прави три филма свързани със селото – „Извънземни в село Кирово“, „Странното село Кирово“, „Реквием за село Кирово“.

## География
Кирово се намира в планината Странджа, на 29 km от общинския център Средец и на 59 km от областния център Бургас.

## Население
Численост на населението според преброяванията през годините:
| \| Година на преброяване \| Численост \| \| --------------------- \| --------- \| \| 1934 \| 929 \| \| 1946 \| 990 \| \| 1956 \| 763 \| \| 1965 \| 346 \| \| 1975 \| 166 \| \| 1985 \| 142 \| \| 1992 \| 115 \| \| 2001 \| 42 \| \| 2011 \| 21 \| |           |
| Година на преброяване | Численост |
| 1934 | 929       |
| 1946 | 990       |
| 1956 | 763       |
| 1965 | 346       |
| 1975 | 166       |
| 1985 | 142       |
| 1992 | 115       |
| 2001 | 42        |
| 2011 | 21        |

### Етнически състав
Преброяване на населението през 2011 г.
Численост и дял на етническите групи според преброяването на населението през 2011 г.:
|                     | Численост | Дял (в %) |
| Общо                | 21        | 100,00    |
| Българи             | 17        | 80,95     |
| Турци               |           |           |
| Цигани              | 3         | 14,28     |
| Други               |           |           |
| Не се самоопределят |           |           |
| Неотговорили        | 0         | 0,00      |

## Личности
Родени в Кирово
- Иван Джелепов (1878 – 1930), бивш кмет на Бургас
- Никола Зидаров (1888 – 1944), комунистически деец
- Пею Петров (1883 - ?), деец на ВМОРО, участник в Илинденско-Преображенското въстание в 1903 година с четата на Иван Варналиев[8]